# Hans-Joachim Theil
Hans-Joachim Reinhold Martin Theil (* 27. Februar 1909 in Schwerin; † 25. Oktober 1985 in Rostock) war ein deutscher Dramaturg, Mitbegründer der Störtebeker-Festspiele und des Mecklenburgischen Folklorezentrums.

## Leben und Wirken
Hans-Joachim Theil war der Sohn des Sergeanten und Garnisonsschreibers Paul Theil (1878–1947) und dessen Frau Marie, geb. Schultz (1886–1953). Als Schüler am Gymnasium in Waren (Müritz) war er Schüler von Richard Wossidlo, zu dem er nach seiner Schulzeit weiter Kontakt hielt. Er beendete das humanistische Gymnasium an der Großen Stadtschule Rostock 1928 mit dem Abitur und studierte anschließend Germanistik und Geschichte, zunächst an der Universität Rostock und danach an der Universität Wien und der Universität München, wo er 1929 Vorlesungen bei Artur Kutscher besuchte. Ab 1930 studierte er in Rostock Philosophie bei Wilhelm Schüßler und Heinz Maybaum. Als Mitglied des am 4. April 1933 gebildeten „Kampfausschuss“ der nationalsozialistischen Studentenschaft an der Universität Rostock nahm er aktiv an der Vorbereitung und Durchführung der in Rostock am 10. Mai 1933 vollzogenen Bücherverbrennung teil. Mit der Dissertation „Die reichsdeutsche Presse und Publizistik und das österreichisch-ungarische Verfassungs- und Nationalitätenproblem in den Jahren 1903–1906“ wurde er 1937 zum Dr. phil. promoviert.
Anschließend war Theil ab 1938 Leiter des Studentenwerks Rostock. Im Jahr 1940 heiratete er und wurde im selben Jahr im Zuge des Zweiten Weltkriegs zum Kriegsdienst bei der Wehrmacht eingezogen. Nach einer schweren Verwundung vor Moskau im Oktober 1941 wurde er im November 1943 im Rang eines Leutnants aus dem Heer entlassen und war ab 1944 Leiter des Nationalsozialistischen Deutschen Studentenbundes Mecklenburg sowie in den Monaten März und April 1945 Gauamtsleiter der NSDAP. Als solcher floh er jedoch unerlaubt und arbeitete anschließend als Landarbeiter auf der Insel Poel. Er litt zeitlebens an den gesundheitlichen Folgen seiner Kriegsverletzung.
Nach der Entnazifizierung wurde Theil im Jahr 1947 Mitarbeiter am Mecklenburgischen Landestheater. Ab 1953 wirkte er als Dramaturg und stellvertretender Intendant am Theater Putbus. Dort fand 1960 unter der Regie von Hans-Joachim Theil und Kurt Müller-Reitzner die deutsche Erstaufführung des Bühnenstücks Der Untergang der Eppie Reina des niederländischen Autors Klaas Smelik (1897–1986) statt.
Ab 1963 war er Mitarbeiter am Volkstheater Rostock. Ende 1976 konstituierte sich unter seiner Leitung eine Arbeitsgruppe, die die 1978 erfolgte Gründung des Mecklenburgischen Folklorezentrums in Rostock zur Pflege der Niederdeutschen Sprache und regionaler Traditionen vorbereitete. Theil war zu dieser Zeit wissenschaftlicher Mitarbeiter des Generalintendanten Hanns Anselm Perten am Volkstheater Rostock. Zuletzt wirkte er dort als stellvertretender Chefdramaturg.
Theil zählt zu den Gründungsvätern der Störtebeker-Festspiele, bei denen er von 1959 bis 1981 auch selbst mitwirkte.
Seit 1972 war Theil Mitglied im Bezirksvorstand Rostock des Freien Deutschen Gewerkschaftsbundes.
Im Zusammenhang mit Druckgenehmigungsverfahren zu Publikationen von Verlagen in der DDR war Hans-Joachim Theil auch als Literaturgutachter für den Hinstorff Verlag tätig und verfasste 1974 zu Fritz Meyer-Scharffenbergs Publikation Dörpgeschichten (Druck-Nr. 240/55/74; 1974) neben Jürgen Grambow und Kurt Batt ebenfalls ein Gutachten, weil in der DDR mindestens zwei Gutachten zur Genehmigung des Drucks eines Buches vorliegen mussten.
Theil galt in der DDR über die Region Rostock hinaus als Fachmann des Niederdeutschen. 1977 wurden die beiden Liedermacher Joachim Piatkowski und Wolfgang Rieck (Piatkowski & Rieck) durch ihn angeregt, sich mit plattdeutschen Liedern zu beschäftigen: Theil übergab ihnen Schallplatten des plattdeutschen Liedermachers Helmut Debus, worauf sie beschlossen, künftig ihre Texte in der Mecklenburger Variante des Niederdeutschen zu verfassen. Theil wurde außerdem um Rat gebeten bzgl. des plattdeutschen Textes für das von Oswald Andrae 1979 veröffentlichte Lied Dat Leed van den Häftling Nr. 562 zu Ehren von Carl von Ossietzky, das von Helmut Debus vertont wurde und später in der englischen Übersetzung durch die Interpretation des schottischen Folksängers Dick Gaughan weltweite Bekanntheit erlangte.

## Ehrungen
- 1972: Kulturpreis der Stadt Rostock[5]
- 1974: Conrad-Ekhof-Ring des Volkstheaters Rostock[12]
- 1979: Kulturpreis vom Rat des Bezirkes Rostock[5]

## Veröffentlichungen (Auswahl)

### Schriften
- Die reichsdeutsche Presse und Publizistik und das österreich-ungarische Verfassungs- und Nationalitätenproblem in den Jahren 1903–1906. Dissertation. Carl Hinstorffs Hofbuchdruckerei, Rostock 1936.
- Zur Zehnjahresfeier des Nationalsozialistischen Deutschen Studentenbundes, Universität Rostock 1928–1938. Zusammengestellt von Hans-Joachim Theil. Rostock 1938.
- als Redakteur: 5 Jahre Theater Putbus. Hrsg. von der Intendanz des Theaters Putbus, 1958.
- Klaus Störtebeker: dramatische Ballade von Kuba. Rügenfestspiele 1959 (Musik: Günter Kochan; Regie: Hanns Anselm Perten; Gestaltung u. Red.: Hans Joachim Theil). Leipzig, 1959
- Kuba: Klaus Störtebeker. Dramatische Ballade in 6 Episoden, einem Vorspiel und einem Nachspiel. Erarbeitung des Anhangs und Zusammenstellung der Bildbeilage. Friedrich Hofmeister, Leipzig 1959.(DNB 1035745585) (Elektronische Ressource, DNB)
- Redaktion und Gestaltung: Rügenfestspiele Ralswiek. (Programmheft zur Aufführung der dramatischen Ballade Klaus Störtebeker von Kuba.) Rügenfestspiele 1960. Hanns Anselm Perten (Hrsg.); Buchdr. Cummerow & Jokiel, Putbus auf Rügen 1960.
- Wiege realistischer Theaterkunst. In: Almanach für Kunst und Kultur im Ostseebezirk. (1977–1990, DNB 010394206) – 2. Ausgabe 1979, Hrsg.: Rat des Bezirkes Rostock – Abteilung Kultur, Rostock 1979.[13]
- Historischer Teil: Klaus Störtebeker: Dramatische Ballade von KuBa. (Programmheft zur Aufführung der Dramatischen Ballade Klaus Störtebeker) Hrsg.: Rat des Bezirkes Rostock, Rostock 1980.
- Störtebeker und die Likedeeler in der deutschen Literatur. In: Heinz Gundlach (Hrsg.). Klaus Störtebeker in Ralswiek. Legende, Traum und Wirklichkeit. Hinstorff Verlag, Rostock 1984. S. 107.

### Hörspiele / Hörbücher
- Die Verfolgung und Ermordung Jean Paul Marats. (Sprechrolle)[14]
- Die Koralle – ein dänisches Märchen. Litera 1967 (Regie: Christine van Santen, Covertext: Hans-Joachim Theil, für die Schallplatte eingerichtet von Dieter Scharfenberg, Sprecher: Eberhard Mellies u. a.)[15]
- Knut Spelevink – ein finnisches Märchen. Litera 1967 (Regie: Christine van Santen, Covertext: Hans-Joachim Theil, für die Schallplatte eingerichtet von Dieter Scharfenberg, Sprecher: Eberhard Mellies, Gerd Micheel u. a.)[16]
- als künstlerischer Berater: Fritz Reuter. (1974, 2 Schallplatten), Herausgeber: Sozialistischer Großhandelsbetrieb Möbel, Kulturwaren, Sportartikel, Rostock, Manuskript: Kurt Batt, Gestaltung der Schallplatten: Radio DDR Ferienwelle[17]
- Plattdütsch gistern un hüt. Werke von Klaus Groth, Fritz Reuter, John Brinckman, Fritz Meyer-Scharffenberg, Rudolf Tarnow. Auswahl und Zusammenstellung: Hans-Joachim Theil, Erzähler: Gerd Micheel, Helga Gunkel u. a.(Litera, 1980). Online auf Youtube[18]

## Theater (Auswahl)
- 1959, 1980: Kurt Barthel: Klaus Störtebeker. Rügenfestspiele Ralswiek.
- 1960: Klaas Smelik: Der Untergang der ‚Eppie Reina‘.[19] Regie: Hans Joachim Theil; deutsche Erstaufführung als Bühnenstück Theater Putbus, 1960.
- 1964, 1966: Peter Weiss: Die Verfolgung und Ermordung Jean Paul Marats.

## Filmografie
- 1961: Der Untergang der ‚Eppie Reina‘ (Fernsehinszenierung eines Schauspiels von Klaas Smelik für das Fernsehen der DDR, Erstausstrahlung: 16. Mai 1961)[20]
- 1962: Peitsche im Paradies (Fernsehspiel von Walter Kaufmann)[21]
- 1965: Terra incognita (DEFA-Spielfilm)[22]
- 1971: Karriere (Spielfilm von Heiner Carow)[23]
- 1979: Bi uns tu Hus – Niederdeutsche Geschichten von Anno Tobak un vön hüt. (Ostseestudio Rostock im Fernsehen der DDR)[24]